# Pristimantis andinodiabolus
Pristimantis andinodiabolus — вид жаб родини Strabomantidae. Описаний у 2020 році.

## Назва
Видова назва andinodiabolus перекладається як «андійський диявол».

## Поширення
Ендемік Еквадору. Населяє гірські ліси провінції Каньяр на півдні країни.

## Опис
Голотип завдовжки 42,8 мм. Тіло темно-сірого кольору з червоними плямами.